# Aulnay (Vienne)
Pour les articles homonymes, voir Aulnay.
Aulnay (à prononcer [ɔnɛ], le 'l' étant muet[réf. nécessaire]) est une commune du Centre-Ouest de la France, située dans le département de la Vienne  en région Nouvelle-Aquitaine.

## Géographie

### Géologie et relief
La région d'Aulnay présente un paysage de plaines de champs ouverts. Le terroir se compose de :
- d'argilo (pour 45 %) sur les Terres de Doucins (c’est une terre argilo-limoneuse propre à la région) et les landes de la bordure Aquitaine ;
- de sables verts (pour 29 %) et de buttes sableuses (pour 4 %) sur les collines et les dépressions des bordures du Bassin parisien ;
- de groies moyennement profondes (pour 22 %) dans les plaines. Les groies sont des terres du Sud-Ouest de la France, argilo-calcaires, peu profondes  - en général de moins de 50 cm d’épaisseur – et  plus ou moins riches en cailloux. Elles sont fertiles et saines et donc, propices à la polyculture céréalière mais elles s’assèchent vite.

La lande est, ici, de type atlantique : elle est souvent dominée par la bruyère arborescente et l’ajonc d’Europe qui constituent un couvert difficilement pénétrable pouvant atteindre 3 m de hauteur. Dans ce cas, la lande prend le nom régional de « brandes ». C’est un espace issu de la dégradation et de l’exploitation intensive de la forêt originelle. La lande couvrait jusqu’à la fin du XIXe siècle plusieurs dizaines de milliers d’hectares (90 000 hectares pour le département de la Vienne vers 1877). Cette terre a été largement mise en culture à la suite de défrichements ou boisée avec du pin maritime. Il s’agit maintenant d’espaces marginaux et menacés car considérés comme « improductifs ». Pourtant, la lande joue un rôle majeur pour une biodiversité qui s’est adaptée et a survécu en leur sein et il s’agit également d’un espace refuge pour de nombreuses espèces de mammifères.
En 2006, 77 % de la superficie de la commune était occupée par l'agriculture, 19 % par des forêts et des milieux semi-naturels et 4 % par des zones construites et aménagées par l'homme. La présence de milieux naturels et semi-naturels riches et diversifiés sur le territoire communal permet d’offrir des conditions favorables à l’accueil de nombreuses espèces pour l'accomplissement de leur cycle vital (reproduction, alimentation, déplacement, refuge). Forêts, landes, prairies et pelouses, cours d’eau et zones humides… constituent ainsi des cœurs de biodiversité et/ou de véritables corridors biologiques.
La forêt privée représente, en 2007, 157 hectares soit 20 % du territoire communal. Les espaces boisés (la moyenne sur la région Poitou-Charentes est de 15 %, et  29,2 % pour la France) sur le territoire communal contribuent à assurer des fonctions de production (bois d’œuvre mais aussi bois énergie), de protection (espèces, qualité des eaux) et sociales (accueil du public). Les forêts les plus anciennes ou implantées dans des conditions écologiques particulières (pentes, bords de cours d'eau, etc.) abritent en général la biodiversité la plus forte. Mais, au cours de l’histoire, pour répondre aux besoins d'une population rurale importante, la forêt poitevine a été intensément défrichée et surexploitée jusqu’à la révolution industrielle. Environ la moitié des forêts actuelles du Poitou n'existait pas il y a 200 ans.

### Communes limitrophes
|             | Angliers |             |
| Martaizé    | Aulnay   |             |
| Saint-Clair |          | La Chaussée |

### Climat
Pour des articles plus généraux, voir Climat de la Nouvelle-Aquitaine et Climat de la Vienne.
Historiquement, la commune est exposée à un climat océanique du nord-ouest.  
En 2020, Météo-France publie une typologie des climats de la France métropolitaine dans laquelle la commune est exposée à un climat océanique altéré et est dans une zone de transition entre les régions climatiques « Moyenne vallée de la Loire » et « Poitou-Charentes »0.
Pour la période 1971-2000, la température annuelle moyenne est de 11,9 °C, avec une amplitude thermique annuelle de 14,7 °C. Le cumul annuel moyen de précipitations est de 631 mm, avec 10,6 jours de précipitations en janvier et 6,5 jours en juillet. Pour la période 1991-2020, la température moyenne annuelle observée sur la station météorologique la plus proche, située sur la commune de Martaizé à 3 km à vol d'oiseau, est de 12,2 °C et le cumul annuel moyen de précipitations est de 584,4 mm,. Pour l'avenir, les paramètres climatiques de la commune estimés pour 2050 selon différents scénarios d’émission de gaz à effet de serre sont consultables sur un site dédié publié par Météo-France en novembre 2022.

## Urbanisme

### Typologie
Au 1er janvier 2024, Aulnay est catégorisée commune rurale à habitat très dispersé, selon la nouvelle grille communale de densité à sept niveaux définie par l'Insee en 2022.
Elle est située hors unité urbaine. Par ailleurs la commune fait partie de l'aire d'attraction de Loudun, dont elle est une commune de la couronne,. Cette aire, qui regroupe 25 communes, est catégorisée dans les aires de moins de 50 000 habitants,.

### Occupation des sols
L'occupation des sols de la commune, telle qu'elle ressort de la base de données européenne d’occupation biophysique des sols Corine Land Cover (CLC), est marquée par l'importance des territoires agricoles (77,4 % en 2018), une proportion sensiblement équivalente à celle de 1990 (77,2 %). La répartition détaillée en 2018 est la suivante : 
terres arables (75,8 %), forêts (19 %), zones urbanisées (3,5 %), zones agricoles hétérogènes (1,7 %), espaces verts artificialisés, non agricoles (0,1 %). L'évolution de l’occupation des sols de la commune et de ses infrastructures peut être observée sur les différentes représentations cartographiques du territoire : la carte de Cassini (XVIIIe siècle), la carte d'état-major (1820-1866) et les cartes ou photos aériennes de l'IGN pour la période actuelle (1950 à aujourd'hui).

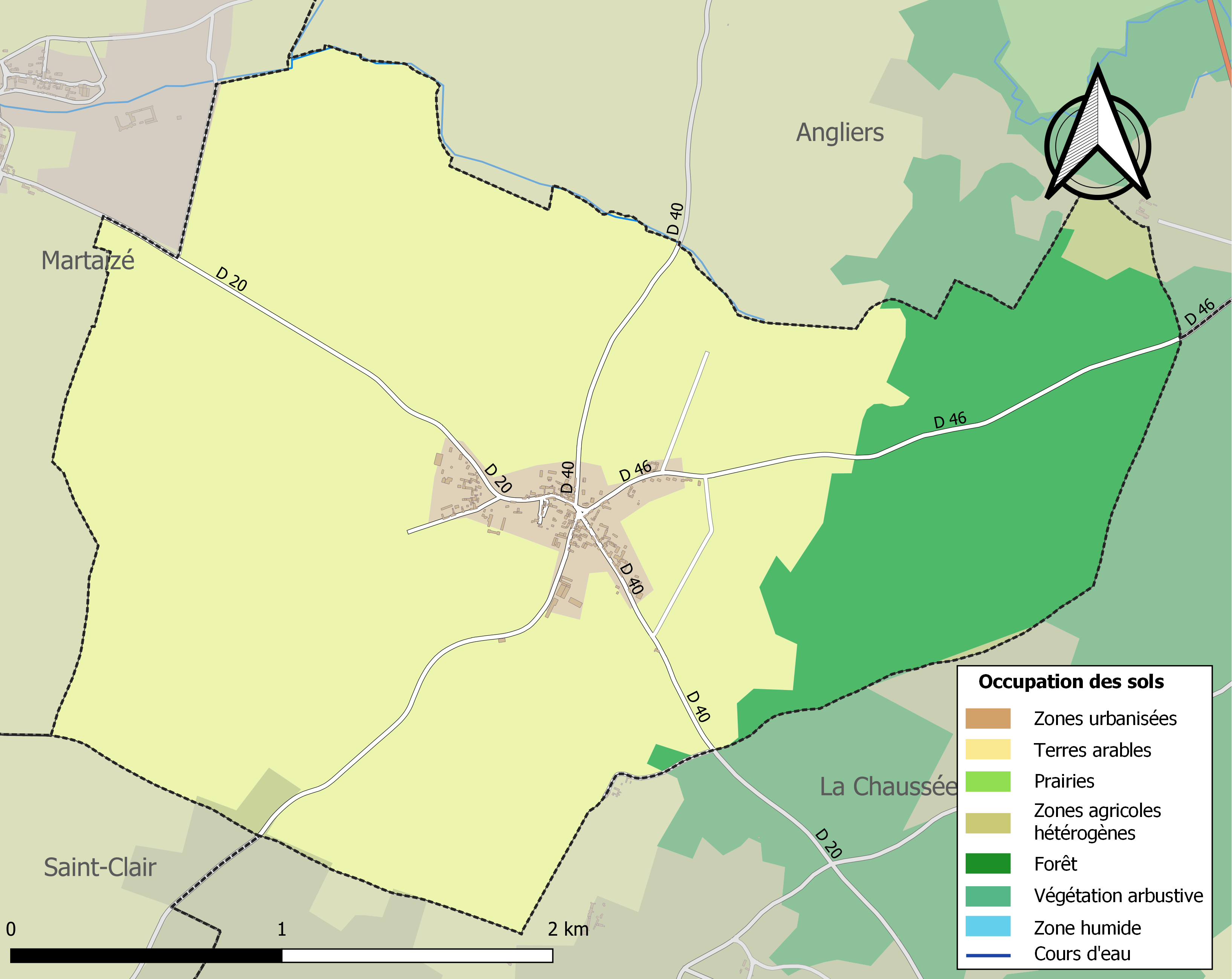
Carte des infrastructures et de l'occupation des sols de la commune en 2018 (CLC).

### Risques majeurs
Le territoire de la commune d'Aulnay est vulnérable à différents aléas naturels : météorologiques (tempête, orage, neige, grand froid, canicule ou sécheresse), mouvements de terrains et séisme (sismicité modérée). Il est également exposé à un risque technologique,  le transport de matières dangereuses. Un site publié par le BRGM permet d'évaluer simplement et rapidement les risques d'un bien localisé soit par son adresse soit par le numéro de sa parcelle.

#### Risques naturels

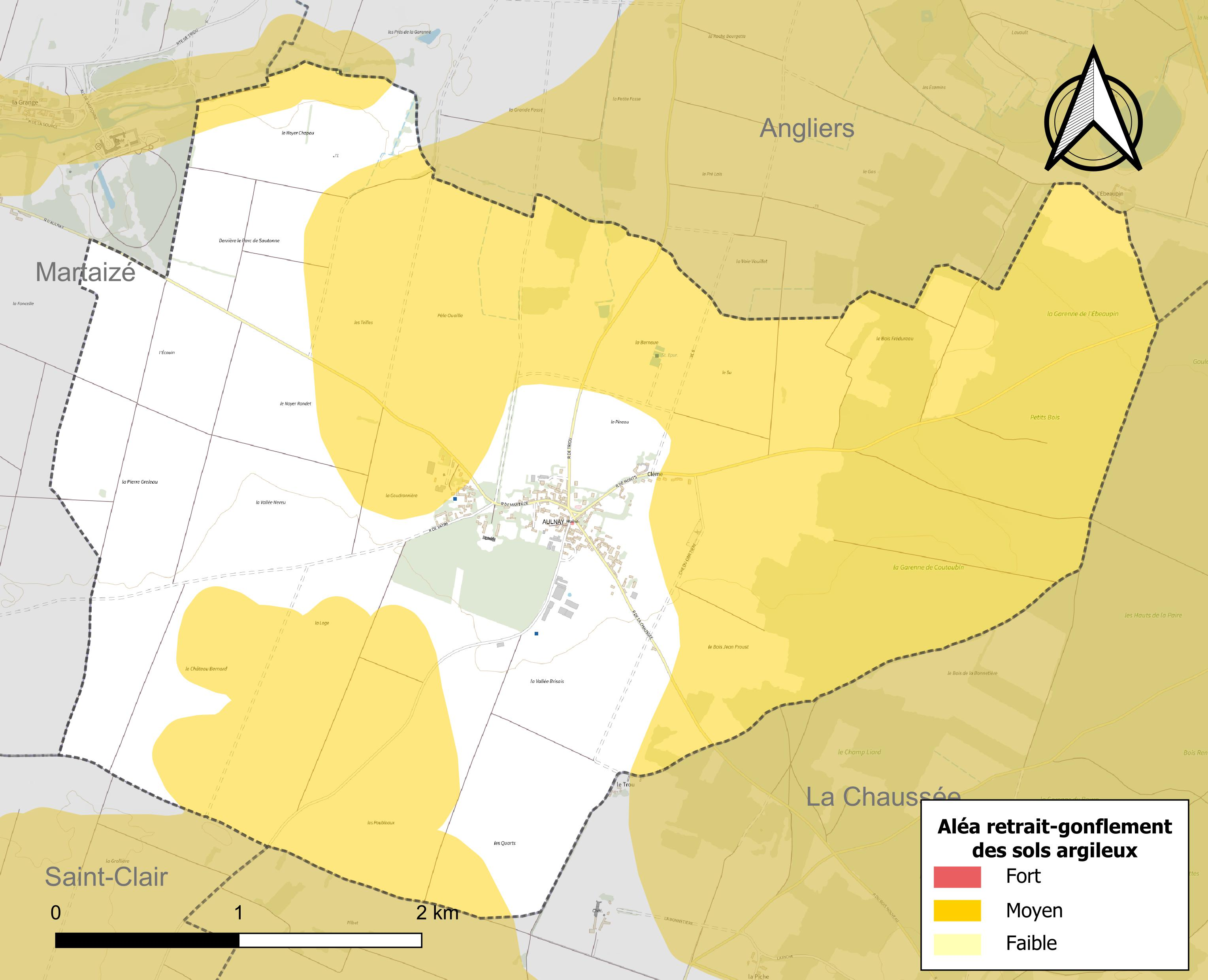
Carte des zones d'aléa retrait-gonflement des sols argileux d'Aulnay.

Les mouvements de terrains susceptibles de se produire sur la commune sont des tassements différentiels. Le retrait-gonflement des sols argileux est susceptible d'engendrer des dommages importants aux bâtiments en cas d’alternance de périodes de sécheresse et de pluie. 60,1 % de la superficie communale est en aléa moyen ou fort (79,5 % au niveau départemental et 48,5 % au niveau national). Depuis le 1er octobre 2020, en application de la loi ÉLAN, différentes contraintes s'imposent aux vendeurs, maîtres d'ouvrages ou constructeurs de biens situés dans une zone classée en aléa moyen ou fort,.
La commune a été reconnue en état de catastrophe naturelle au titre des dommages causés par les inondations et coulées de boue survenues en 1982, 1999, 2010 et 2013 et par des mouvements de terrain en 1999 et 2010.

## Toponymie
Le nom de la commune dériverait de la forme Aunaium que l'on trouve vers 1231 pour devenir à partir de 1239 Aunay puis Aulnay.
L'aulnaie, lieu où poussent des aulnes.
L'aulne est un arbre des lieux humides.
Le terme « aulne » est assez récent : l'arbre s'appelait auparavant verne ou
vergne et cette appellation a subsisté au sud de la Loire.

## Politique et administration

### Liste des maires
| Période   | Période   | Identité       | Étiquette | Qualité |
| --------- | --------- | -------------- | --------- | ------- |
| mars 2001 | mars 2018 | Gérard Hérault |           |         |

### Instances judiciaires et administratives
La commune relève du tribunal d'instance de Poitiers, du tribunal de grande instance de Poitiers, de la cour d'appel de Poitiers, du tribunal pour enfants de Poitiers, du conseil de prud'hommes de Poitiers, du tribunal de commerce de Poitiers, du tribunal administratif de Poitiers et de la cour administrative d'appel de  Bordeaux, du tribunal des pensions de Poitiers, du tribunal des affaires de la Sécurité sociale de la Vienne, de la cour d’assises de la Vienne.

## Démographie
Les habitants sont appelés les Aulnois.

L'évolution du nombre d'habitants est connue à travers les recensements de la population effectués dans la commune depuis 1793. Pour les communes de moins de 10 000 habitants, une enquête de recensement portant sur toute la population est réalisée tous les cinq ans, les populations de référence des années intermédiaires étant quant à elles estimées par interpolation ou extrapolation. Pour la commune, le premier recensement exhaustif entrant dans le cadre du nouveau dispositif a été réalisé en 2008.

En 2022, la commune comptait 101 habitants, en évolution de +2,02 % par rapport à 2016 (Vienne : +0,6 %, France hors Mayotte : +2,11 %).
| 1793 | 1800 | 1806 | 1821 | 1831 | 1836 | 1841 | 1846 | 1851 |
| ---- | ---- | ---- | ---- | ---- | ---- | ---- | ---- | ---- |
| 174  | 221  | 192  | 223  | 219  | 197  | 205  | 206  | 205  |

| 1856 | 1861 | 1866 | 1872 | 1876 | 1881 | 1886 | 1891 | 1896 |
| ---- | ---- | ---- | ---- | ---- | ---- | ---- | ---- | ---- |
| 213  | 203  | 193  | 187  | 207  | 221  | 209  | 212  | 201  |

| 1901 | 1906 | 1911 | 1921 | 1926 | 1931 | 1936 | 1946 | 1954 |
| ---- | ---- | ---- | ---- | ---- | ---- | ---- | ---- | ---- |
| 184  | 197  | 194  | 183  | 189  | 195  | 204  | 202  | 202  |

| 1962 | 1968 | 1975 | 1982 | 1990 | 1999 | 2006 | 2008 | 2013 |
| ---- | ---- | ---- | ---- | ---- | ---- | ---- | ---- | ---- |
| 181  | 158  | 148  | 145  | 151  | 133  | 112  | 106  | 101  |

| 2018 | 2022 | - | - | - | - | - | - | - |
| ---- | ---- | - | - | - | - | - | - | - |
| 97   | 101  | - | - | - | - | - | - | - |

En 2008, la densité de population de la commune était de 13 hab./km2, 61 hab./km2 pour le département, 68 hab./km2 pour la région Poitou-Charentes et 115 hab./km2 pour la France.

## Économie
Selon la direction régionale de l'alimentation, de l'agriculture et de la forêt de Poitou-Charentes, il n'y a plus que 5 exploitations agricoles en 2010 contre 7 en 2000.
Les surfaces agricoles utilisées ont augmenté et sont passées de 790 hectares en 2000 à 949 hectares en 2010. Ces chiffres indiquent une concentration des terres sur un nombre plus faible d’exploitations. Cette tendance est conforme à l’évolution  constatée sur tout le département de la Vienne puisque de 2000 à 2007, chaque exploitation a gagné en moyenne 20 hectares.
52 % des surfaces agricoles sont destinées à la culture des céréales (blé tendre essentiellement mais aussi orges et maïs), 25 % pour les oléagineux (colza et tournesol), 10 % pour le fourrage.

## Culture locale et patrimoine

### Patrimoine civil
- Château d'Aulnay[30], lieu de villégiature de la famille Robineau de la Rochequairie.

#### Patrimoine religieux
- L'église Saint-Sulpice d'Aulnay date en partie du XIIIe siècle. L'église possède une seule nef et une petite chapelle privée. Elle conserve une abside romane. Elle est renforcée par des contreforts. La majeure partie de l'édifice, toutefois, a été reconstruit au XIXe siècle. Les cloches ont été fondues en 1913. Saint Sulpice est un saint qui est invoqué pour lutter contre la goutte, les zonas, les brûlures...

### Patrimoine naturel
La commune contient trois zones naturelles d'intérêt écologique, faunistique et floristique (ZNIEFF) qui couvrent 100 % de la surface communale :
- la plaine de Saint-Jean-de-Sauves ;
- la forêt de Scevolles ;
- les plaines du Mirebalais et du Neuvillois où s'applique la Directive oiseaux qui protège les oiseaux sauvages et leur biotope[32].